# Poker en 1999
Cet article résume les événements liés au monde du poker en 1999.

## Tournois majeurs

### World Series of Poker 1999
Noel Furlong remporte le Main Event.

### Australian Poker Championships 1999
Milo Nadalin remporte le Main Event, disputé en Pot-limit Hold'em.